# Erhard von der Mark

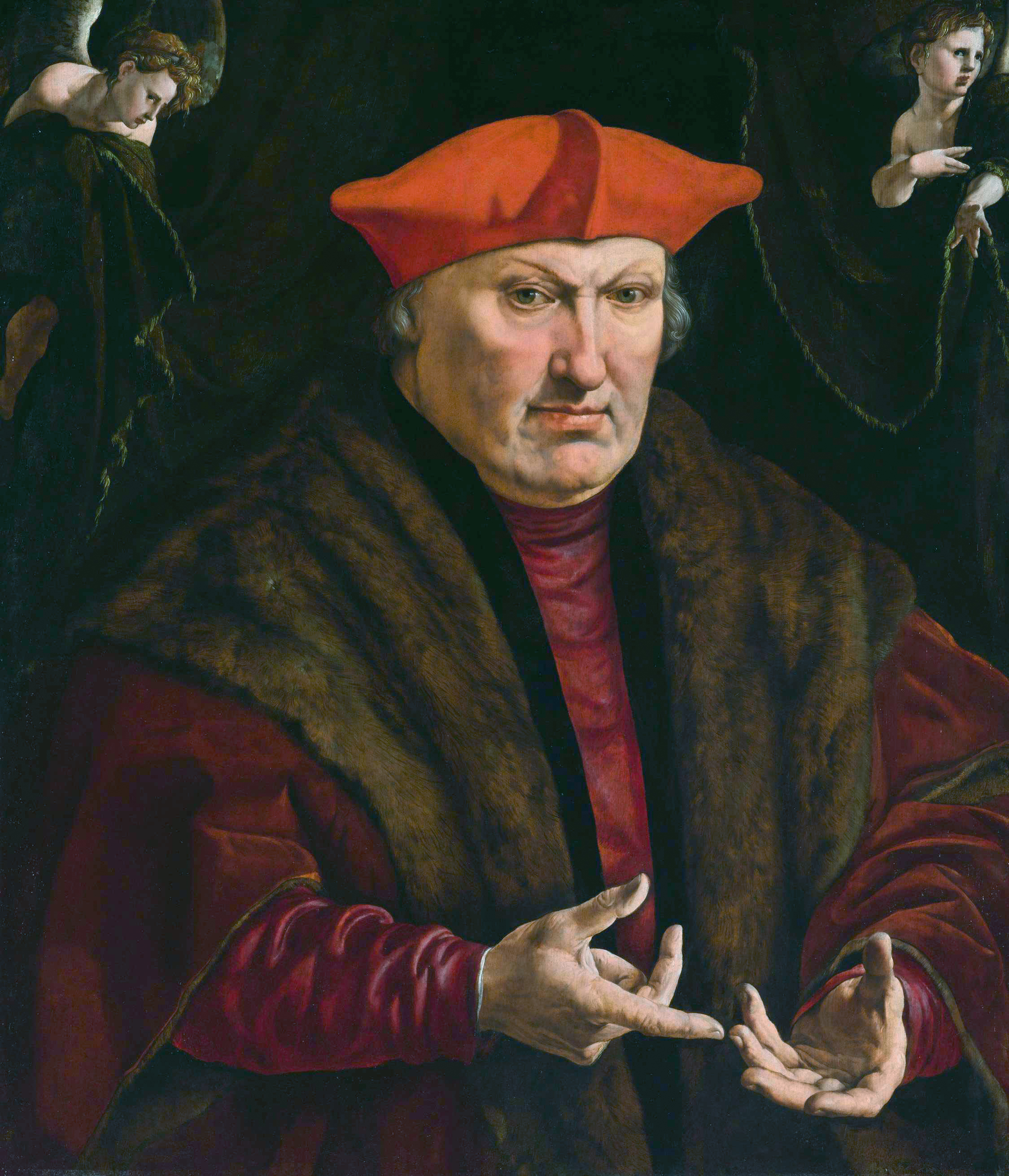
Erhard von der Mark, Porträt von Jan Cornelisz Vermeyen

Kardinalswappen (schematische Darstellung)

Erhard (Eberhard) von der Mar(c)k, frz. Erard de La Marck (* 31. Mai 1472 in Sedan; † 18. März 1538 in Lüttich), auch als „Kardinal von Boullion“ bekannt, war ein römisch-katholischer Geistlicher, der aus einer Nebenlinie der rheinisch-bergischen Grafen von Berg stammte. Von 1505 bis zu seinem Tod war er Fürstbischof von Lüttich und zudem von 1507 bis 1525 Bischof von Chartres. 1520 wurde er zusätzlich zum Erzbischof von Valencia ernannt und 1521 zum Kardinal erhoben.

## Herkunft
Erhard war der dritte Sohn Roberts I. de La Marck und seiner Frau Jeanne de Saulcy, auch Jeanne de Marlay genannt. Sein älterer Bruder war Robert II. de La Marck, Gouverneur des Herzogtums Bouillon.
Seine Ausbildung erhielt er ab 1483 an der Universität Köln, wo Remigius von Malmedy sein Lehrer war und Arnold von Tongern zu seinen Hofmeistern zählte. 1499 wurde er Domherr in Trier und Tours.

## Episkopat
Das Kapitel von Lüttich wählte ihn am 30. Dezember 1505 zum Fürstbischof von Lüttich. Die Verleihung der Regalien durch Kaiser Maximilian I. erfolgte am 22. April 1509.
Das Episkopat von Erhard von der Mark stand im Zeichen des Ringens um das Hochstift Lüttich zwischen den Habsburgern, seit 1477 auch Herren über Burgund und dem französischen Königshaus. Zunächst stand Eberhard mit Ludwig XII. von Frankreich (1462–1515) in gutem Kontakt, dieser schickte ihn sogar als Gesandten zu Maximilian I. (1459–1519), damit dieser dem Bündnis von Cambrai (10. Dezember 1508), auch bekannt unter Liga von Cambrai, treu bleibe; zum Lohn wurde er zum Bischof von Chartres (von 1507 bis 1525) und zum Administrator der reichen Abtei de Beaulieu in Argonnen ernannt.
Im gleichen Jahr begleitet er den französischen König bei seinem Feldzug gegen Genua.
Doch der Tod des französischen Königs Ludwig 1515 und die Nachfolge durch Schwiegersohn Franz I. änderten Erhards politische Ausrichtung. Weil seine Bestrebungen, die Kardinalswürde mit Hilfe des neuen französischen Königs zu erlangen, hauptsächlich an den Intrigen der Herzogin von Angoulême scheiterte, wechselte Erhard allmählich vom Befürworter zum Gegner Frankreichs. Beim Bündnisvertrag von Sint Truiden (27. April 1518) steht er auf Seiten des deutschen Kaisers.
So schlug sich der Lütticher Fürstbischof auch nach dem Tod von Kaiser Maximilian im Januar 1519 auf die Seite von Karl V. für die Nachfolge des verstorbenen Kaisers und richtete sich gegen die Bewerbung des französischen Königs, der als Herzog von Mailand auch Fürst des Heiligen Römischen Reiches deutscher Nation war. Die Königswahl am 28. Juni 1519 war zugleich die Vorstufe zur Kaiserkrönung. Erhard war Mitglied der zu den Kurfürsten entsandten Wahlgesandtschaft. Diese Nähe des Bischofs zum neugewählten König, der als Herzog von Burgund ja in unmittelbarer Nachbarschaft zu Lüttich aufgewachsen war, zahlte sich in der Folgezeit aus.
Der Kaiser und spanische König ernannte Erhard zum Dank zum Erzbischof von Valencia und erbat für ihn die Erhebung zum Kardinal (unter dem Titel des heiligen Chrysogonus, geheime Erhebung 1520, veröffentlicht 1521). Am 9. August 1521 wurde er von Papst Leo X. zum Kardinal erhoben. Seine Titelkirche war San Crisogono.
Der Lütticher Bischof erließ als erster deutscher Reichsfürst ein Edikt aufgrund der päpstlichen Bulle Exsurge Domine gegen Luther. Erhard begleitete Karl V. zum Reichstag nach Worms (1521). Der unerbittlichste Gegner Luthers auf dem Reichstag war der Nuntius des Papstes Hieronymus Aleander, von 1513 bis 1516 Kanzler Fürstbischofs Erhard in Lüttich. Der Entwurf des Wormser Edikts stammte von dem alten Vertrauten Erhards.
Selbst als sein Bruder Robert von der Mark, Fürst von Sedan, sich kurz nach der Verleihung der Kardinalswürde auf die Seite Frankreichs stellte und Krieg gegen das Reich erklärte, blieb Erhard auf Seiten des Reichs.
1529 war er anwesend bei der Unterzeichnung des Friedens von Cambrai zwischen Kaiser Karl V. und dem französischen König. Der Friedensschluss wird auch als Damenfriede von Cambrai bezeichnet, weil er von Margarethe von Österreich und Luise von Savoyen vermittelt wurde.
1530 war er mit Karl V. auf dem Reichstag in Augsburg. Erhard nahm auch an der Wahl Ferdinands und an dessen Krönung teil (1531).
Erhard sorgte nur vier Jahrzehnte nach der Zerstörung Lüttichs von 1468 für einen neuen wirtschaftlichen Aufstieg des Hochstifts. Statt Krieg, Rebellion und Zerstörung wie noch unter seinem Vorvorgänger Ludwig von Bourbon sorgte Erhard von der Mark für 30 Jahre des Friedens, ein Episkopat der Ruhe und Ordnung. Sein Verdienst war die Einrichtung einer schnelleren und akzeptierten Justiz. Das noch heutige sichtbare Vermächtnis von Erhard von der Mark in Lüttich ist das bischöfliche Palais. An Stelle des zerstörten Palais ließ Erhard ein neues Palais durch den Architekten Arnold van Mulken bauen, welches noch Teil des heutigen Justizpalastes von Lüttich ist.